# نصیرآباد (مشگین‌شهر)
نصیرآباد روستایی است که در استان اردبیل، شهرستان مشگین‌شهر، بخش مرکزی، دهستان دشت قرار دارد.

## جمعیت
بر اساس سرشماری سال ۱۳۹۵ جمعیت این روستا ۱۰۰ نفر با ۳۱ خانوار بوده‌است.